# Mumin
Los Mumins (sueco: Mumintroll) son los personajes fundamentales en la saga de libros e historietas de la escritora y dibujante finlandesa Tove Jansson. Son una familia de troles escandinavos blancos, de aspecto redondo, con grandes morros y que se parecen a los hipopótamos. La despreocupada familia vive en su casa del Valle Mumin (Mumindalen en la versión sueca), aunque en sus comienzos vivieran en un faro y en un teatro. 
Como explica el especialista Salvador Vázquez de Parga: 

Son seres dulces y delicados caracterizados por sus buenas maneras y su lenguaje cortés y educado. Para ellos el menor gesto, el hecho más nimio, es un acontecimiento capaz de desencadenar la aventura, una aventura siempre ingenua y fantástica porque en un mundo de fantasía se mueven sus protagonistas aun cuando se coloquen en él elementos de la realidad. El amor y el respeto a los semejantes y la unión de la familia junto a la libertad de cada uno de sus miembros es la moraleja última de Moomin que a menudo toca temas de la problemática social actual.

## Trayectoria editorial
Tove Jansson los ideó para su primera novela titulada Kometjakten (El viaje de la cometa), escrita en 1939 y publicada en 1945. Dado el éxito de la misma, la continuó en forma de libros ilustrados.
La Associated Newspapers de Londres también le solicitó tiras de prensa y el 20 de septiembre de 1954 empezaron a aparecer en el Evening News de Londres. Las viñetas se rotulaban en inglés y luego se traducían a otros idiomas. Tal fue su éxito que en 1956 ya se hallaba traducida a 20 idiomas. Tove Jansson dibujó y escribió los cómics hasta que empezara a perder su inspiración. En 1958 su hermano Lars Jansson se hizo cargo de los guiones y desde 1961 también de los dibujos, pudiendo duplicar con bastante exactitud el estilo de su hermana, descrito como "fino y sutil, esquemático para delinear las figuras de los personajes y más detallado para los fondos y los objetos".  En 1974 se publicó la última tira diaria. 
Con el tiempo, los Mumins tuvieron su propia serie de dibujos animados que fue tomada por diferentes compañías. La más reciente es la colaboración Europeo-Japonesa que también produjo películas de larga duración: Los Moomin. En España la serie fue emitida regularmente en TVE a principios de los años 1990 y volvió a ser emitida en La 2. Mientras en México fue emitida por el Canal Once. También en la década de 1980 en La 2 de Televisión Española se emitió una serie con marionetas sobre los Mumin menos conocida pero con mayor repercusión en otros países (Alemania y Gran Bretaña).
Diferentes editoriales han traducido, adaptado y publicado los libros de los Mumin en español (también en catalán) desde finales de la década de 1970 (La familia Mumin, 1967) hasta la actualidad entre las cuales se encuentran editorial Noguer (La familia Mumin, La familia Mumin en invierno), Alfaguara (Memorias de Papá Mumin, La llegada del cometa, La niña invisible, Una noche de San Juan bastante loca), Ediciones Siruela, que desde 2006 viene publicando en su colección Las Tres Edades los libros de los Mumin con una nueva traducción siendo algunos libros inéditos en nuestro idioma: La familia Mumin en invierno, El sombrero del Mago, La niña invisible, La llegada del cometa, Memorias de Papá Mumin, Una loca noche de San Juan, Papá Mumin y el mar, Finales de noviembre y La gran inundación, y la más reciente, Coco Books con la publicación de Mumin la colección completa de cómics de Tove Jansson (Contenido: 1. Mumin y los bandoleros 2. Mumin y la vida familiar 3. Mumin en la Riviera 4. La isla desierta de Mumin), El valle de los Mumin se transforma en una selva y El pequeño trol Mumin, Mymbla y la pequeña My. 
En las distintas publicaciones existen diferencias en los nombres de los personajes y en la traducción y adaptación por las diferentes editoriales.

## El boom de los Mumins

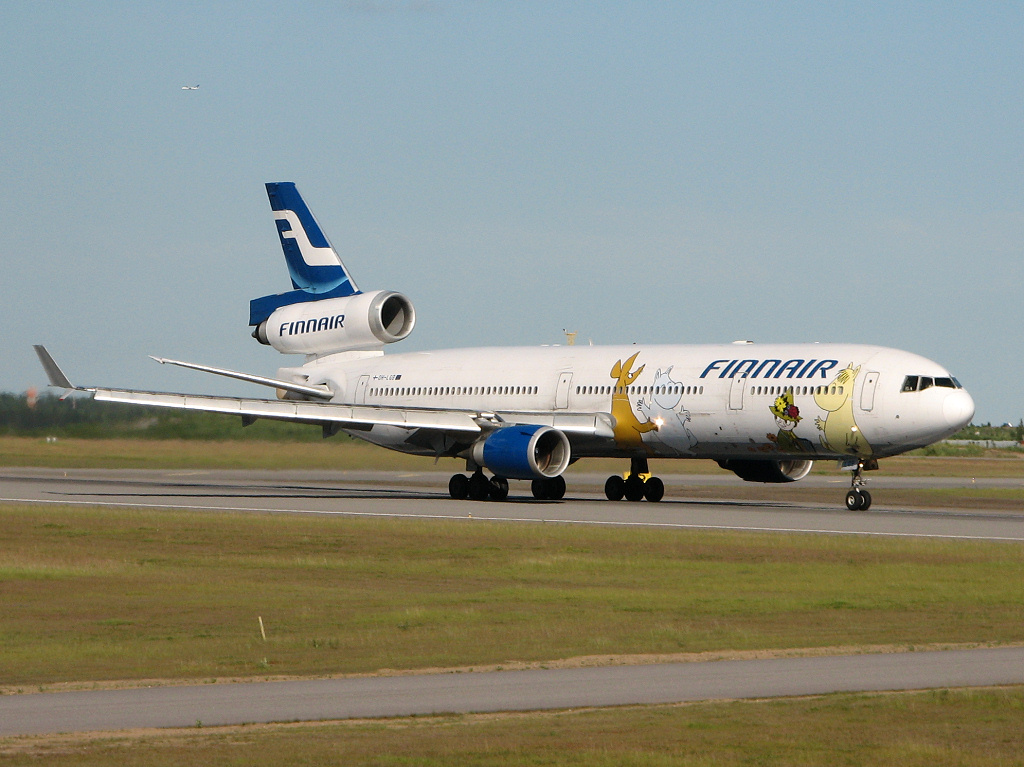
Un avión de la aerolínea finlandesa Finnair decorado con imágenes de los Mumins.

El boom de los Mumins (o muumibuumi en finés) comenzó en los años 1990, cuando Dennis Livson y Lars Jansson produjeron una serie de 104 capítulos titulada Tales From Moominvalley (Cuentos desde el Valle mumin), que fue continuada por la película de larga duración Comet in Moominland (Un cometa en el Valle Moomin). 
Los libros de los Mumins siempre han sido superventas en Finlandia, pero los dibujos animados dieron lugar a una locura colectiva en Finlandia y fuera de ella, especialmente en Japón. Una gran industria de merchandising se fue creando en torno al mundo de los moomins, encontrando desde tazas de café y camisetas hasta muñecos de plástico. Recientemente se han publicado más libros de Los Mumins y tiras cómicas.
El fenómeno de los Mumins se utilizó para hacer propaganda de Finlandia en el extranjero, el Aeropuerto de Helsinki-Vantaa fue decorado con imágenes de los Mumins y los aviones de Finnair con destino a Japón fueron pintados también con los famosos personajes.
La culminación del boom de los Mumins llegó con la inauguración de un parque temático en la ciudad finlandesa de Naantali, que se ha convertido en uno de los lugares preferidos internacionalmente por los turistas que van a Finlandia.
El boom de los Mumins fue muy criticado por haber creado una gran cultura de consumo en torno a estos personajes. Los amigos de Tove Jansson y muchos forofos de los Mumins destacaron que el comercio estaba banalizando la filosofía original de los Mumins basada en el ocio en familia sin daños. La antítesis del parque temático de los Mumins, con demasiadas similitudes a Disneylandia, es el Museo Mumin en Tampere, que muestra las ilustraciones originales y los modelos tallados a mano por Tove Jansson.
La familia Jansson posee los derechos de explotación de los Mumins y ha llevado las riendas del boom. El plano artístico es llevado por Sophia Jansson (hija de Lars Jansson). Queriendo conservar su posesión sobre los Mumins, la familia Jansson ha rechazado en varias ocasiones ofertas de The Walt Disney Company.